# Rogate zmije
Rogate zmije (eng.: Horned Serpents) su vrsta mitološke slatkovodne zmije uobičajene za mnoga plemena istočnih Sjedinjenih Država i Kanade. Legende o rogatim zmijama ponešto se razlikuju od plemena do plemena, ali obično se opisuju kao goleme, ljuskave zmije poput zmaja s rogovima i dugim zubima. Ponekad se kreću kopnom, ali češće ih nalazimo u jezerima i rijekama. Sveprisutnost priča o rogatim zmijama u ovoj regiji navela je neke ljude da nagađaju da se temelje na stvarnoj životinji (kao što je neka vrsta sada izumrlog divovskog krokodila.) Međutim, u mitovima i legendama američkih domorodaca rogate zmije obično su vrlo nadnaravni po karakteru-- posjeduju magične sposobnosti kao što su mijenjanje oblika, nevidljivost ili hipnotičke moći; davanje moćnog lijeka ljudima koji ih pobijede ili im pomognu; kontroliranje oluja i vremena, i tako dalje-- i bili su štovani kao bogovi ili duhovna bića u nekim plemenima. I za razliku od drugih životinja kao što su krokodili i zmije, rogate zmije nisu uključene u uobičajene narodne priče šumskih Indijanaca o životinjskom carstvu. Stoga je vjerojatno da su se rogate zmije oduvijek smatrale mitološkim duhovima, a ne životinjama, i da je vjerovanje u njih jednostavno bilo vrlo rašireno u istočnom dijelu zemlje. 
Mitologija rogate zmije može potjecati do predaka istočnih indijanskih plemena kao što su Hopewell, Mississippian i druge civilizacije koje su gradile humke, jer su stilizirani motivi zmija pronađeni u njihovim zemljanim radovima i artefaktima koji imaju neke sličnosti s rogatim zmijama povijesnih indijanskih plemena.

## Popis Rogatih zmija po plemenima
- Omahksoyisksiksina, Big Water Snake (Blackfoot)
- Gitaskog (Abenaki)
- Hiintcabiit (Arapaho)
- Jipijka'm (Micmac)
- Kci-Athussos (Maliseet-Passamaquoddy)
- Maneto (Fox)
- Mihn (Cheyenne)
- Mëxaxkuk (Lenape)
- Misi-Ginebig (Anishinabe)
- Oniare (Iroquois)
- Sint-holo (Choctaw)
- Uktena (Cherokee)
- Unhcegila (Lakota)
- Weewillmekq (Maliseet-Passamaquoddy)